# Delmar (Delaware)
Delmar é uma vila localizada no estado americano de Delaware, no condado de Sussex. Foi fundada em 1859 e incorporada em 1899.

## Geografia
De acordo com o United States Census Bureau, a vila tem uma área de 4,6 km², onde todos os 4,6 km² estão cobertos por terra.

### Localidades na vizinhança
O diagrama seguinte representa as localidades num raio de 16 km ao redor de Delmar. 

## Demografia
Segundo o censo nacional de 2010, a sua população é de 1 597 habitantes e sua densidade populacional é de 348,4 hab/km². Possui 682 residências, que resulta em uma densidade de 148,8 residências/km².